# Ateji

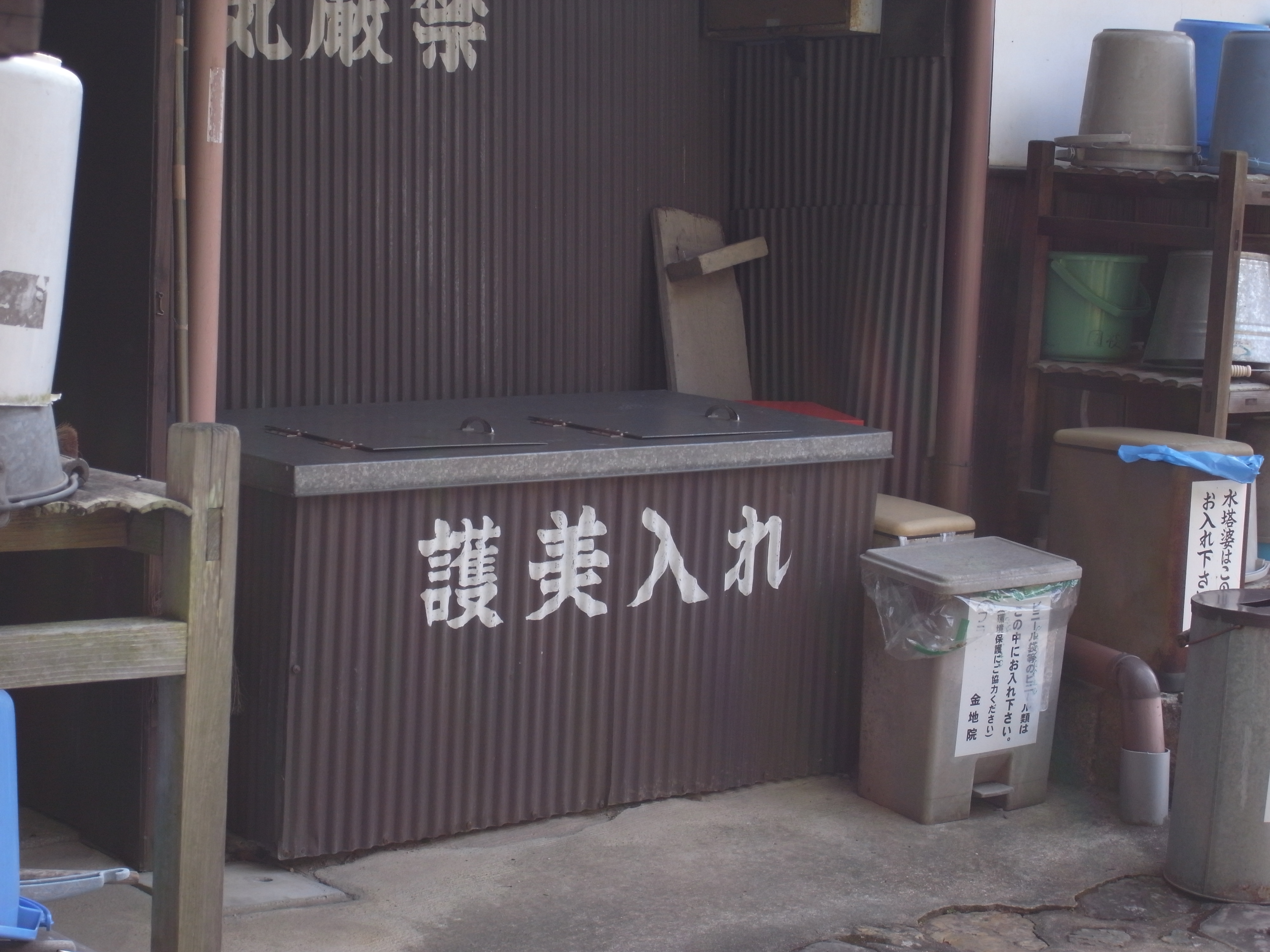
護美入れ(gomi-ire)

Trong tiếng Nhật hiện đại, Ateji (当て字 (當て字) (Đương tự)/ あてじ/ アテジ nghĩa là "chữ cái gọi đúng âm") chủ yếu là nói đến những Kanji (chữ Hán) đại diện cho phần ngữ âm của một số từ thuần Nhật hoặc từ mượn ít liên quan tới nghĩa gốc của các chữ Hán đại diện. Nó tương tự như man'yōgana trong tiếng Nhật cổ, cũng như tiếng Trung dùng chữ Hán có âm tương ứng để phiên âm từ vựng gốc tiếng nước ngoài. Ngược lại, Ateji cũng bao gồm những Kanji chỉ phần nghĩa mà không chú tâm tới cách đọc của từng chữ.
Ví dụ như từ Sushi thường được viết theo phiên âm của ateji là 寿司 (Hán Việt: Thọ Ty). Dù chữ 寿 có cách đọc là "su" và chữ 司 có cách đọc là "shi", chữ 寿 có nghĩa là "sống thọ, sống lâu" còn chữ 司 có nghĩa là "chủ trì, quản lý", cả hai đều không liên quan đến đồ ăn nói chung hay món sushi nói riêng. Hay "Club" từ gốc tiếng Anh được phiên âm trong tiếng Nhật thành "Kurabu" (クラブ), người Nhật dùng 3 chữ Hán có âm tương ứng là 倶楽部 ("câu lạc bộ", tiếng Nhật cũng đọc là "Kurabu") để phiên âm theo ateji. Từ "câu lạc bộ" (倶楽部) sau đó được truyền sang tiếng Việt qua sự giao thoa các ngôn ngữ của Vùng văn hóa Đông Á.
"Ateji" được dùng để đại diện cho những từ mượn, mặc dù hầu hết đã được thay thế bằng katakana trong tiếng Nhật hiện đại, nhưng một số vẫn được sử dụng.

## Sử dụng
Ateji hiện nay chỉ được sử dụng cho một số từ đã quy ước, ví dụ như 寿司 (Sushi), mặc dù chúng có thể được viết bằng Hiragana (thường cho từ thuần Nhật) và Katakana (thường cho từ mượn), tùy vào sở thích, hoàn cảnh, lựa chọn của người viết. Ateji thường được gặp ở trên các biển hiệu và thực đơn của các nhà hàng truyền thống. Ví dụ như "kōhī", từ mượn của Nhật để chỉ "cà phê", thường được viết bằng katakana là コーヒー, nhưng trên các biển hiệu và thực đơn ở các quán cà phê, nó thường được viết bằng Ateji 珈琲 (Hán Việt: Gia Bội).
Nhiều Hán Tự có thêm ý nghĩa từ cách sử dụng Ateji. Ví dụ như Ajia (アジア) viết phiên âm theo ateji thành 亜細亜 (Á-tế-á), dùng để đại diện cho "Asia" (châu Á). Ateji gốc hiện nay ít được sử dụng, nhưng chữ 亜 được gán cho ý nghĩa là "châu Á" trong các chữ ghép như Tōa (東亜 (Đông Á)), trong khi nghĩa gốc của chữ 亜 là "theo sau, tiếp tục". Từ Amerika (アメリカ nước Mỹ, phiên âm từ "America") viết phiên âm theo ateji thành 亜米利加 (Á-mễ-lợi-gia), chữ thứ hai là Mễ (米) đã được gán nghĩa, tạo thành chữ ghép Beikoku (米国 (Mễ Quốc)), dịch theo nghĩa đen là "Đất nước gạo" nhưng lại có ý nghĩa là "nước Mỹ". Mặc dù chữ Mỹ (美) trong tiếng Trung đọc là "mei", nghe giống âm của "me" trong "America", nhưng trong tiếng Nhật thì chữ Mỹ (美) lại đọc là "mi" (み/ミ), không trúng âm của "me" trong "America" nên người Nhật đã dùng chữ khác.

## Phù hợp ngữ-nghĩa
Khi dùng Ateji để chỉ một từ mượn, các chữ Kanji thường được lựa chọn sao cho phù hợp cả về phần ngữ âm lẫn phần ý nghĩa, một dạng phù hợp ngữ-nghĩa. Một ví dụ điển hình là từ 倶楽部 (kurabu; Hán Việt: Câu lạc bộ) đại diện cho từ "club", chữ 倶 nghĩa là "tất cả", chữ 楽 nghĩa là "lạc - vui vẻ", còn chữ 部 nghĩa là "bộ - nơi". Một ví dụ khác đó là 合羽 (kappa; Hán Việt: Hợp Vũ hoặc Cáp Vũ) đại diện cho từ mượn từ tiếng Bồ Đào Nha capa, một loại áo mưa. 合 nghĩa là "hợp - hợp lại", 羽 là "vũ - lông chim", hai chữ kết hợp với nhau mang ý nghĩa "những chiếc lông chim hợp lại với nhau", cũng bởi vì capa giống như một chú chim đang gập cánh.

## Lịch sử
Việc sử dụng Hán Tự để đại diện cho ngữ âm đã có từ thời kỳ Hán Tự bắt đầu du nhập vào Nhật Bản. Hai cách sử dụng chính của Ateji bắt nguồn từ đó. Thứ nhất, các học giả và nhà sư dùng Kanji để phiên dịch các văn bản viết bằng tiếng Trung. Thứ hai, các thi sĩ đơn giản là dùng Kanji để đại diện cho các âm tiếng Nhật khi sáng tác thơ. Nhiều ký tự khác nhau được sử dụng để đại diện cho một âm. Hệ thống này được gọi là Man'yōgana (万葉仮名 (Vạn Diệp Giả Danh) Bảng chữ cái của vạn chiếc lá). Kana của tiếng Nhật hiện đại (Hiragana và Katakana) được phát triển dựa trên sự giản lược có hệ thống của Man'yōgana, cuối cùng được chấp nhận và sử dụng rộng rãi. 
Ateji ngày nay chỉ thường được sử dụng trong các từ xưa. Trong lịch sử, các từ đó thường là các từ tiếng Phạn từ thời đạo Phật mới được du nhập vào Nhật Bản, các từ tiếng Bồ Đào Nha du nhập vào khoảng thế kỷ 16 và 17, và các từ tiếng Đức từ thế kỷ 17, 18 và 19. Ateji được sử dụng rộng rãi vào thời kỳ Minh Trị và trong thế kỷ 20, nhưng sau đó hầu hết được thay thế bởi Katakana.

### Tiếng Phạn
Trong Phật giáo Nhật Bản, những từ tiếng Phạn trong kinh tụng cũng lấy từ Ateji nhưng lại không được gọi là Ateji. Những văn bản Phật giáo này đã được dịch sang tiếng Trung Quốc (theo văn phong Trung Quốc) ở Trung Hoa từ rất lâu. Quy luật phiên dịch của các chân ngôn không phải là dịch nghĩa của chúng, mà là dịch cách phiên âm của chân ngôn đó trong tiếng Trung Quốc. Đối với kinh Phật, chúng được dịch sang văn ngôn. Cụm từ prajñāpāramitā (般若波羅蜜多 (Bát Nhã Ba La Mật Đa) hannya-haramita) và samyaksaṃ-bodhi (三藐三菩提 (Tam Miệu Tam Bồ Đề) sanmyakusanbodai), cả hai đều xuất hiện trong Bát-nhã-ba-la-mật-đa tâm kinh và được viết bằng Ateji.